# Daksha
En el marco del hinduismo, Daksha (दक्ष ‘el hábil’) es un antiguo dios creador, uno de los Prayapatis
de los rishis y de los Aditiás.

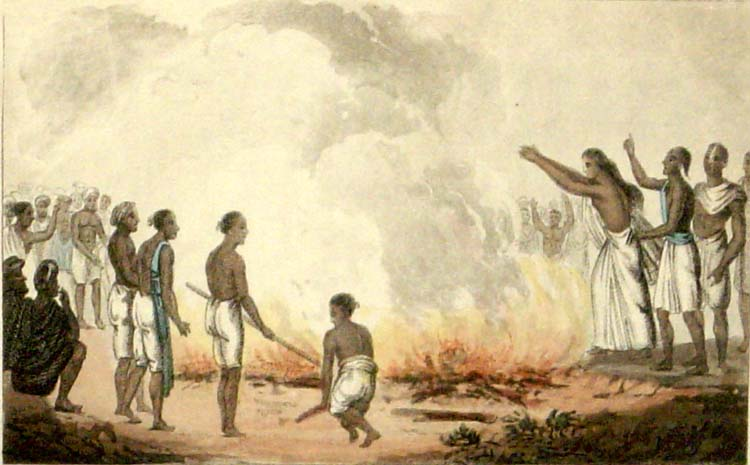
Una viuda hindú se arroja a la pira con el cadáver de su marido (Frederic Shoberl: The World in Miniature: Hindoostan. Londres: R. Ackerman, 1820 aprox.).

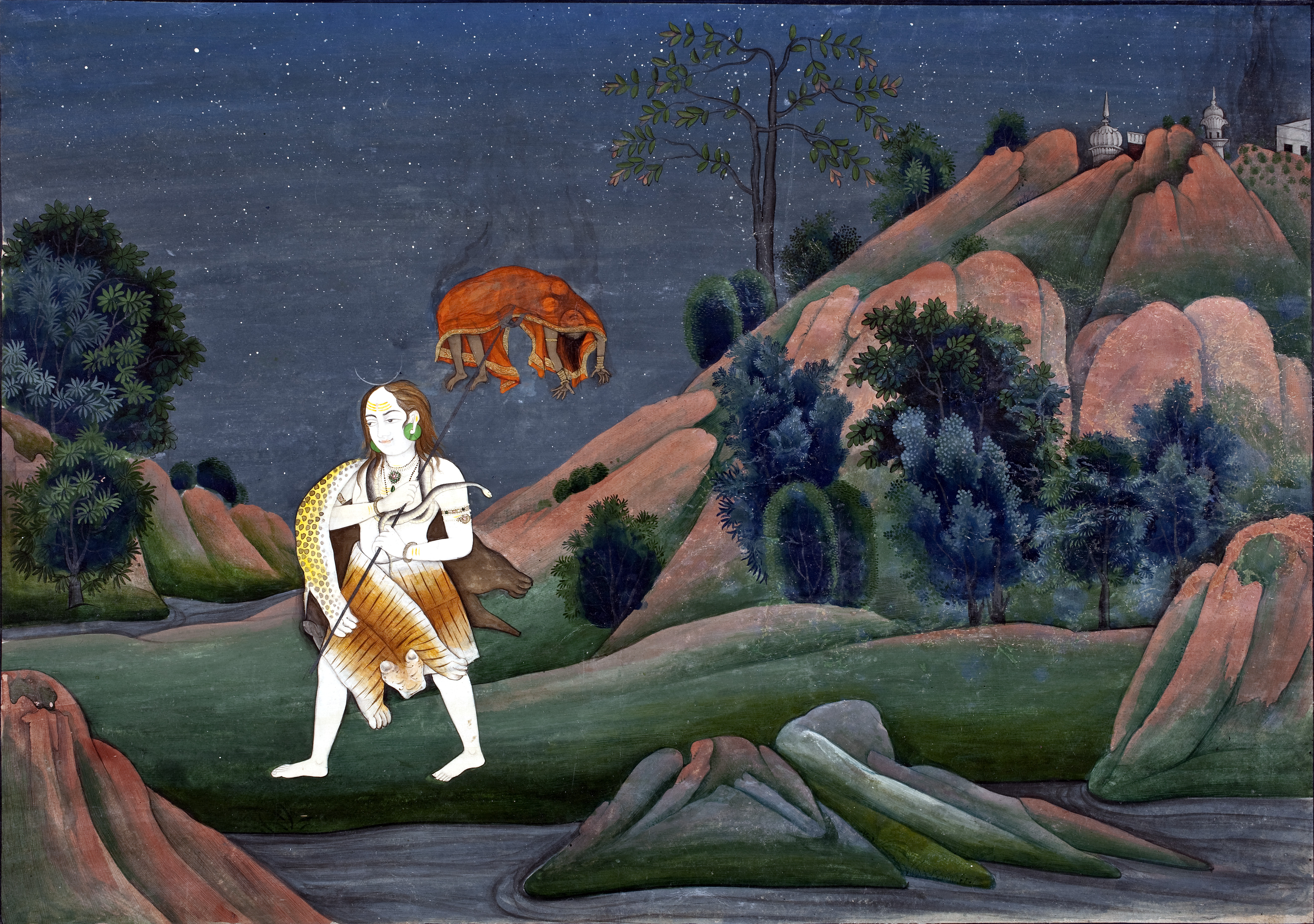
Shivá vuelve a su morada con el cadáver de su esposa Dakshaiani (Sati) clavado en su tridente.

Era hijo de Áditi y del dios Brahmá.

## Las hijas de Daksha
Según el escritor Kashiapa, él no era hijo de Áditi sino padre de ella (que junto con Diti, eran esposas de Kashiapa). Quizá Daksha simplemente le puso a su hija Aditi el nombre de su madre (de Daksha).
Con su esposa Prasuti, fue padre de 13 hijas:
- Áditi
- Diti
- Danu, que es la madre de todos los malvados Danavas (un tipo de demonios)
- Kala
- Danaiu
- Simjiká
- Krodha (ira)
- Pradha
- Vishwa
- Vinata
- Kapilá
- Muni
- Kadru.[2]

En esta lista falta la hija más importante de Daksha, llamada Dakshaiani (‘hija de Daksha’), que luego de suicidarse sería recordada como Sati.
En el hinduismo y en la medicina hinduista (Áiur-veda), se considera que un hombre que tiene hijas y no hijos no es muy potente ni viril. No existe ningún estudio que pueda verificar esa relación entre la virilidad y el sexo de los hijos.

### Otras hijas
- Bharani y Anuradha, que se casaron con Chandra (el dios de la Luna).
- Rati se casó con Kama (el dios del amor).
- Sankalpa (la initiativa o la volición) es mencionada por el diccionario sánscrito-inglés de Monnier-Williams.

Una teoría identifica a esta Samkalpa con Lubhiati, la palabra sánscrita que proviene de la palabra indoeuropea que generó la palabra española libido (deseo) y la palabra inglesa love (amor).

### Explicación mítica de las fases de la Luna
Varias de estas hijas se casaron con el dios de la Luna, Soma.
Daksha descubrió que Soma favorecía a una de sus esposas (Rójini) sobre las demás, ignorando sus necesidades.
Por eso, Daksha maldijo a la Luna a menguar y morir.
Las hijas intervinieron e hicieron que su muerte fuera periódica, simbolizada por la crecida y mengua de la Luna.

## Historia de Dakshaiani y Shivá
En leyendas hinduistas posteriores, Daksha se convirtió en un prayapati (‘padre de [gran] prole’, progenitor de toda la humanidad) o uno de los hijos del dios Brahmá.
Una de sus hijas (a veces se dice que la más joven) era Dakshaiani, 
El asceta Shivá le hizo creer que era una encarnación de la diosa Shaktí, y la invitó a vivir con él.
A petición de Brahma, Daksha accedió de mala gana, pero posteriormente prohibió el acceso a Shiva a su hogar y ceremonias que realizará, aduciendo que Shivá era un extraño y sucio asceta que estaba rodeado de toda clase de personas enfermas y monstruosas, que visitaba los crematorios y se cubría con las cenizas de los muertos y que no lograría cubrir sus necesidades, pero Dakshaiani lo desobedeció y se fue con Shivá.
- Wikisource contiene obras originales de o sobre Daksha.

### El sacrificio de caballo de Daksha
Desde entonces, Daksha se distanció de su hija Dakshaiani y su yerno Shivá.
Este enemistad culminó en un gran sacrificio de caballo que él había organizado, donde invitó a todos sus amigos, conocidos familiares, rishis (sabios yoguis), cortesanos y súbditos.
Conscientemente excluyó a Dakshaiani de la lista de invitados.
Incluso en la entrada de su casa puso una estatua de Shivá (que ya empezaba a ser considerado un dios), de la cual se burlaba y que ensució con comida.
Dakshaiani, atraída por la idea de participar del importante iagñá, supuso que la hija del rey sería bienvenida aunque no hubiera sido invitada.
Según el Bhágavata-purana, Shivá le aconsejó que no fuera, pero al verla tan decidida, envió a un grupo de sus discípulos con ella.
Cuando Dakshaiani llegó, su padre la trató con desdén, pero Dakshaiani mantuvo su compostura.
Cuando Daksha hizo un discurso en que se burlaba de Shivá, su hija Dakshaiani, herida en el corazón se arrojó al inmenso fuego del sacrificio y se suicidó.
Los dioses tomaron el cadáver y lo cortaron en pedazos (como se hace con el caballo que se sacrifica en el ashua medha iagñá). Donde cayeron sus pedazos se construyeron templos.
Al enterarse de la muerte de Dakshaiani, los asistentes de Shivá (que la esperaban afuera) entraron en la ceremonia y mataron a varios de los presentes.
Sin embargo, el sabio Bhrigu rishi invocó a los demonios, quienes atacaron a los sirvientes de Shivá, que se tuvieron que retirar hasta la morada de Shivá.
Éste, al oír las noticias de la muerte de su única esposa, Shivá enfurecido tomó una rasta de sus enmarañados cabellos y la estrelló contra el piso.
Surgió entonces el terrible Virabhadra.
Según otra fuente[cita requerida] de los dos trozos surgieron Virabhadra y el terrible Rudrakali.
De la ira de la diosa Shaktí surgió Bhadrakali.
Por las órdenes de Shivá entraron en la ceremonia y decapitaron a Daksha y a muchos de los asistentes.
Aterrorizados y con remordimiento, los que quedaron le pidieron a Shivá que fuera misericordioso y le devolviera la vida a Daksha y permitiera que el sacrificio se completara.
Shivá, el Misericordioso, le colocó una cabeza de cabra y lo resucitó.
Con humildad y arrepentido de sus actos inicuos, Daksha se convirtió en otro de los seguidores de Shivá, que le consideraban un dios.
Shivá llevó los trozos que encontró del cadáver de Dakshaiani (que ahora sería conocida como la casta Satí) clavados en su tridente. En su morada realizó una danza salvaje de dolor, en honor a ella.
Shivá volvió a casarse con una mujer llamada Párvati (hija del monte Parvata) y Shivá dijo que era la reencarnación de Dakshaiani, por lo que él seguiría siendo monógamo, ya que estaba casado con la misma mujer.
Ella, convencida de ser Dakshaiani, le juró que nunca más haría algo separada de él.

### Ubicación del sacrificio

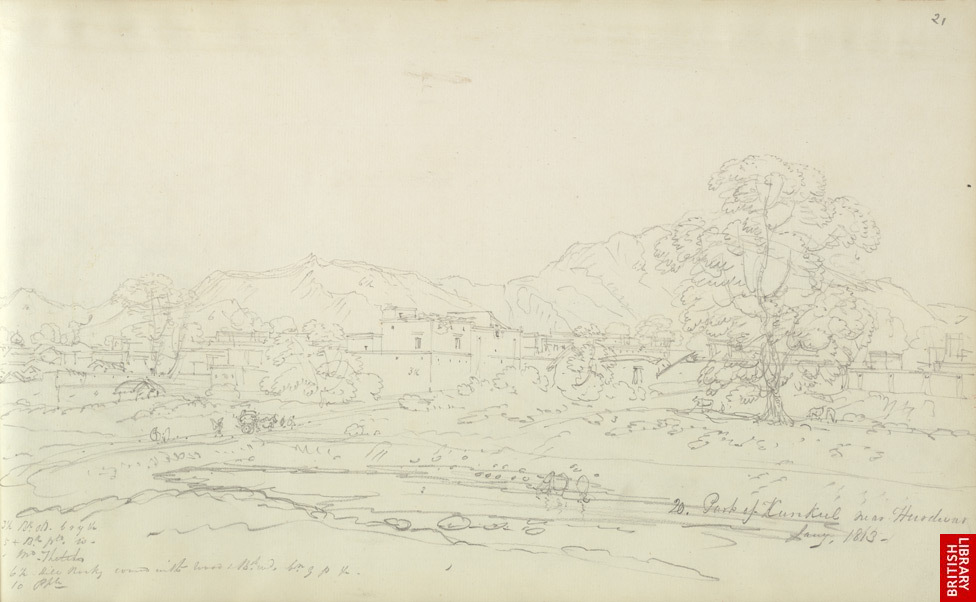
Parte de Kankjal, aldea a 3 km al sur de la ciudad de Haridwar, en 1813. Dibujado por Robert Smith (1787-1873).

Según el Sthala-purana (tradiciones populares modernas que se hacen pasar por antiguas leyendas puránicas) el sacrificio de caballo sucedió donde ahora se encuentra el templo de Kottiyur —en un área boscosa en el distrito de Kannur, en Kerala (India)—.
Otra tradición lo ubica en Kankhal (en el estado indio de Uttarakhand).
En el Vaiú-purana y el Majábharata se conoce a Kankhal como Kanakhala.
Allí se encuentra un templo llamado Daksheswara Mahadev (nombre de Shivá que significa ‘el gran dios que es el señor de Daksha’), que se encuentra en el sur de la localidad.
Fue construido por la reina Dhankaur en 1810 y reconstruido en 1962.

## Su vida en otra reencarnación

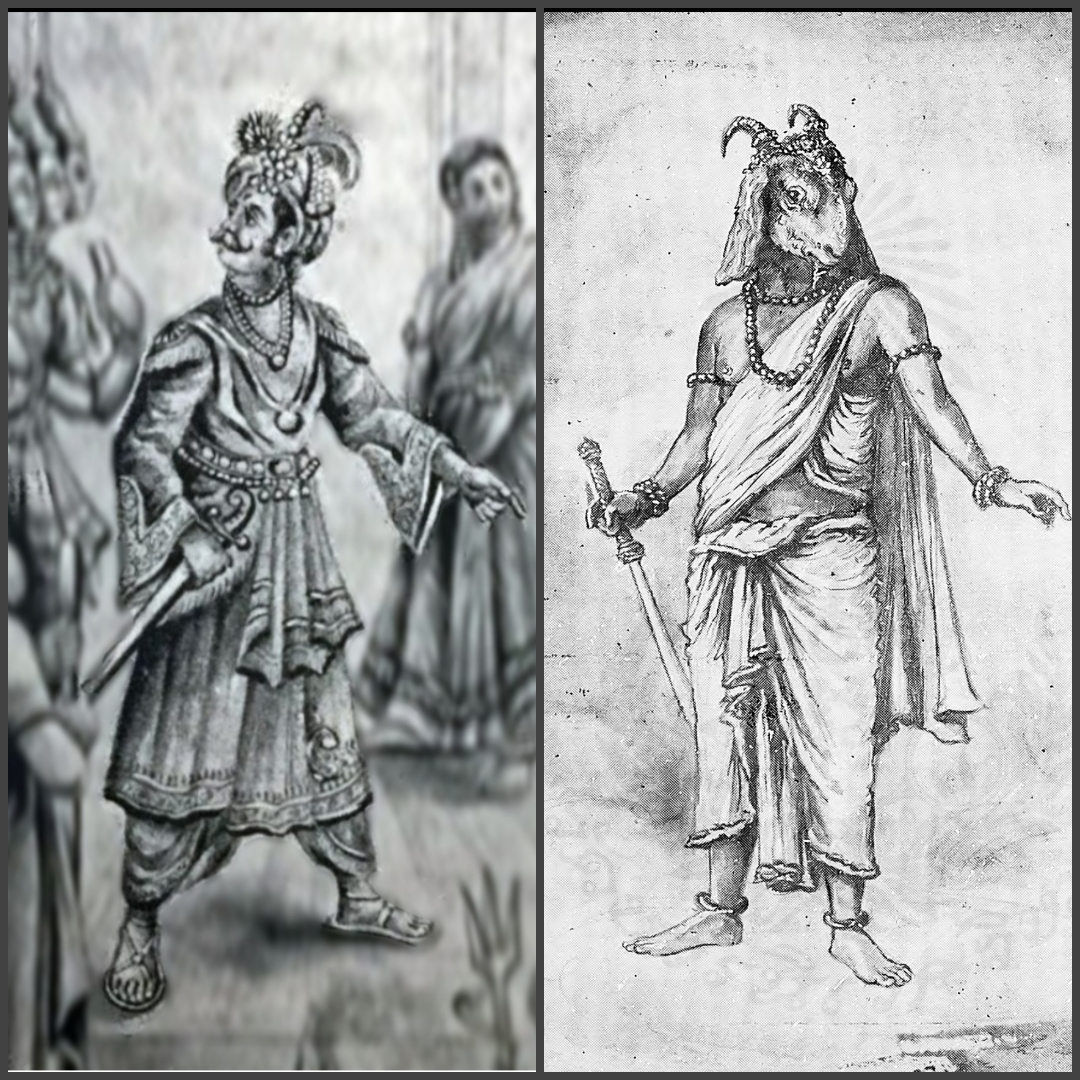
Representaciones de Daksha: con rasgos humanos y con cabeza de carnero

de acuerdo al Śrīmad Bhāgavatam, en otra reencarnación, Dakṣa, tendría números hijos conocidos como Haryaśvas y ,Savalāśvas; quienes por órdenes de su padre se les había indicado el deber de multiplicar la población del mundo. Sin embargo, debido a la guía espiritual de Narada prefirieron liberarse del mundo material; hecho que provocó que Daksa, furioso por esta intromisión, le lanzará una maldición. Está maldición consistió en que Narada no pueda quedarse mucho tiempo en ningún lugar. Narada aceptó sin enojo y rabia la maldición de Dakṣa, ya que estaba perfectamente cualificado y fijo en el cultivo de la tolerancia.
Posteriormente Daksha tendría 60 hijas,las cuales si cumplirían su propósito dado, el cual era del deber de poblar la tierra.